# Les Films du Carrosse
Les Films du Carrosse (произн. «фильм дю карос», буквально «Фильмы Кареты») — французская продюсерская кинокомпания, основанная режиссёром Франсуа Трюффо в июле 1957 года при поддержке и участии Марселя Бербера (фр. Marcel Berbert) и Иньяса Моргенштерна (фр. Ignace Morgenstern). Силами данной производственной компании, при её финансировании и различной степени участия было снято большинство фильмов самого Трюффо; также благодаря её деятельности снимались картины некоторых других режиссёров.

## История

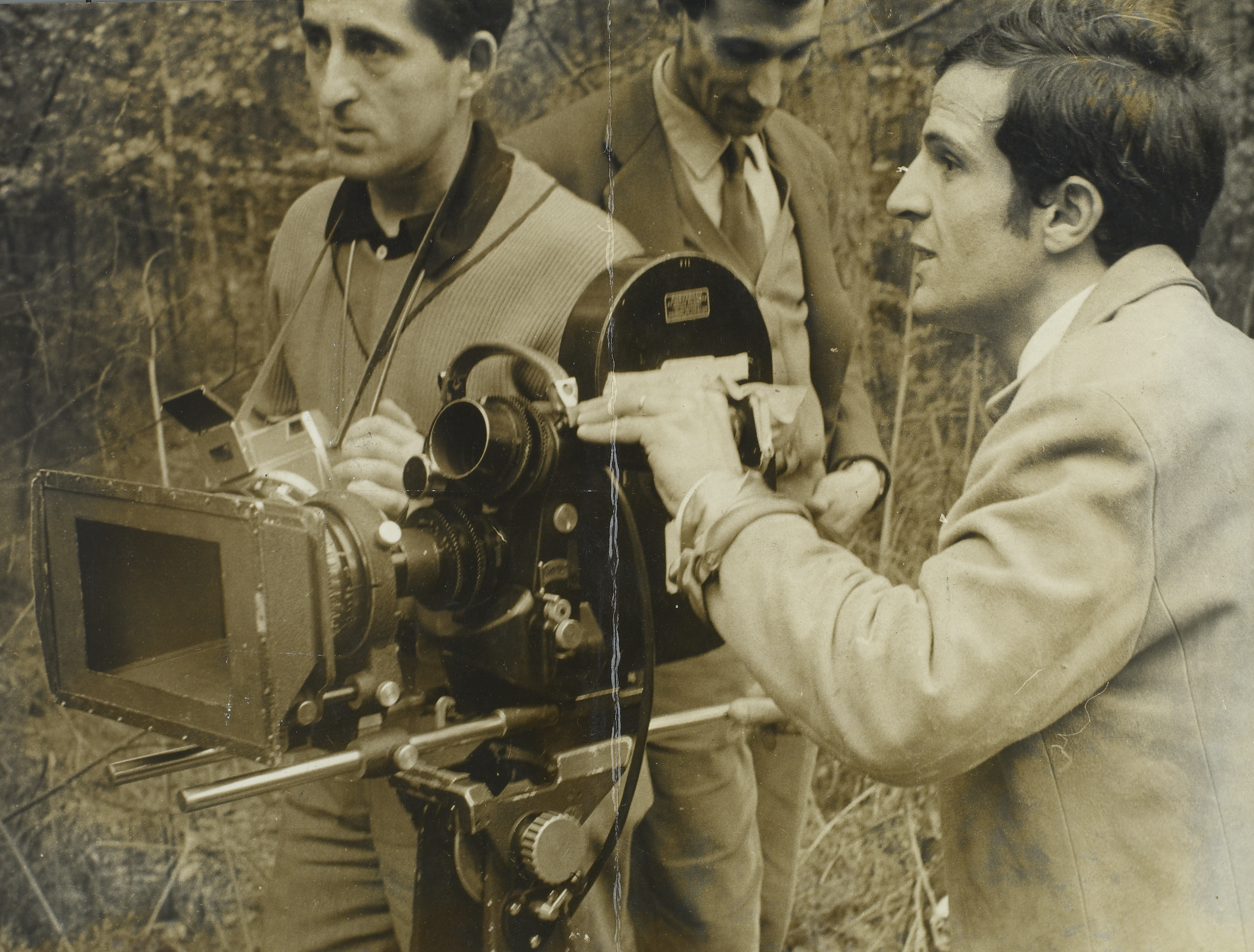
Франсуа Трюффо в 1963 году

Советский киновед И. М. Беленький, давая характеристику ситуации, сложившейся во французском кино 50-х годов прошлого века, замечал, что ситуация была такова, что начинающему режиссёру прорваться в «большое кино» было практически невозможно: «Цепочка публика — продюсер — режиссёр выглядела настолько крепкой, что возможность экспериментов фактически исключалась, ибо требовалась абсолютная гарантия успеха, основанная на совершенном владении материалом, то есть на „традиционном качеств“, как его понимали в кругах кинопромышленников». В условиях хронического недофинансирования и отсутствия соответствующей поддержки со стороны продюсеров и дистрибьюторов выходом из этого «порочного круга» для молодых режиссёров была практика съёмок короткометражных картин на 16-миллиметровой киноплёнке, благодаря чему можно было привлечь к себе внимание продюсеров. Дальнейшим шагом, чтобы реализовать свои творческие замыслы и выйти из тени любительской продукции, должно было послужить создание и участие в деятельности кинокомпаний, которые могли финансово поддержать деятельность молодых режиссёров, отвергавших традиционное («папочкино») кино. О создании независимых компаний, которые занимались бы финансированием их фильмов, задумывались многие представители «новой волны».
Об истории создания своей компании Трюффо рассказывал в интервью в 1980 году следующее: идея основать компанию исходила от отца его первой жены Иньяса Моргенштерна, управляющего кинокомпанией «Косинор» (фр. Cocinor). Его тесть был продюсером фильма Трюффо «Четыреста ударов» (1959), а задачей создания и функционирования фирмы было «сохранить свободу действий». По словам режиссёра, основание компании, благодаря которой он мог снимать независимую кинопродукцию, изменило его характер и манеру поведения:
Так всё и началось с того первого фильма, который принёс мне много денег; я лишь не мог предугадать, как моё поведение изменится под влиянием профессии. Всю свою юность я прогуливал уроки в школе, чтобы ходить в кино. Но с тех пор, как я стал владельцем компании „Фильм дю каросс“ и конторы, я не мог пропустить ни одного рабочего дня. Даже когда на экран выходит новый фильм Бергмана или Феллини, я дожидаюсь семи часов вечера, чтобы пойти в кино, вероятно, из чувства ответственности перед теми, кто работает со мной.
Отчасти причастностью Трюффо к руководству продюсерской компанией можно объяснить и его отношение к определению критериев успешности фильмов. Как он неоднократно замечал в интервью, по-настоящему успешным фильм может считаться, если он себя коммерчески оправдывает; этот «американский» взгляд на кинематограф не всегда находил понимание со стороны более радикально настроенных режиссёров и критиков, с которыми он ранее совместно выступал против традиционной французской кинопромышленности.
Производственная компания «Фильмы Кареты» была названа в честь франко-итальянского фильма 1952 года «Золотая карета» (фр. Le Carrosse d’or) режиссёра Жана Ренуара, и таким образом Трюффо оказал уважение высоко ценимому им режиссёру. Первым фильмом компании стала снятая в 1957 году короткометражная лента Трюффо «Шпанята». Директором производства компании стал друг режиссёра Робер Лашне (фр. Robert Lachenay). На деньги, которые ему ссудил Моргенштерн, премию прокатчиков за фильм «Шантрапа» и небольшую государственную субсидию Трюффо снял свой первый полнометражный фильм «Четыреста ударов», оказавшийся коммерчески успешным. По признанию режиссёра, снимая этот фильм, он экономил буквально на всём: «на плёнке, освещении, на съёмочном времени в павильоне, — на коммерческий успех я даже не надеялся». Признание и кассовый успех картины позволили ему продолжать свою творческую деятельность, совмещая её в организационном и режиссёрском аспекте.
Через более чем двадцать лет существования фирмы Трюффо рассказывал о принципах организации работы компании и задействованных в ней лиц следующее:
Вместе с Жаном Грюо, Сюзанной Шифман и другими сценаристами мы разрабатываем сценарий. Марсель Бербер, который с самого начала ведёт дела фирмы „Фильм дю каросс“, и мой агент Жерар Лебовиси определяют бюджет, изыскивают возможности финансирования и составляют договора, защищающие интересы фильма, — на этом этапе я всемерно опираюсь на их помощь; отныне игра состоит в том, чтобы делать то, что мне хочется, стараясь не тратить зря деньги финансистов.
Также Трюффо подчёркивал, что без такой организации деятельности компании, окружающих его единомышленников и царящей там творческой атмосферы он бы не стал бы и дальше сохранять свою компанию и начал бы работать со сторонними продюсерами. После смерти Трюффо, последовавшей в 1984 году, компания ещё несколько лет продолжала свою деятельность.

## Фильмография
С момента создания продюсерской компании все фильмы Трюффо были созданы или совместно сняты при её участии, за исключением таких картин, как «Стреляйте в пианиста», «451 градус по Фаренгейту», «Такая красотка, как я» и «Американская ночь».
Также компания участвовала в создании картин таких режиссёров, как Жак Риветт, Морис Пиала, Жан-Луи Ришар, Бернар Дюбуа (фр. Bernard Dubois), Эрик Ромер и других.